# Galileo Ferraris
Galileo Ferraris (Livorno Piemonte, 30 ottobre 1847 – Torino, 7 febbraio 1897) è stato un ingegnere e scienziato italiano, scopritore del campo magnetico rotante e ideatore del motore elettrico in corrente alternata.

## Biografia
Figlio di un farmacista, Luigi Ferraris, e di Antonia Messia, cresce in una famiglia numerosa con tre fratelli e altrettante sorelle. Rimane però orfano di madre all'età di 8 anni e inizia così a istruirsi presso la casa di Torino di uno zio medico. Dopo aver frequentato il collegio di San Francesco da Paola di Torino, che sarebbe poi diventato il liceo classico Vincenzo Gioberti, si laurea in ingegneria civile a 22 anni e diventa assistente di fisica tecnica presso il Regio museo industriale italiano (il futuro Politecnico di Torino) a partire dal 1877. Dallo stesso anno fino alla morte fu anche professore di fisica alla Scuola di guerra di Torino.
Si dedica quindi agli studi dell'elettromagnetismo e nel 1885 riesce a dimostrare l'esistenza di un campo magnetico rotante generato da due bobine fisse, ortogonali e percorse da correnti alternate della stessa frequenza e sfasate di 90°. Fra il 1885 ed il 1888 Ferraris portò avanti una serie di scoperte, fra cui alcune relative ai generatori trifase, scrivendo numerose pubblicazioni scientifiche sull'elettromagnetismo. Il 18 marzo 1888 la scoperta del campo magnetico rotante fu esposta ufficialmente in una nota presentata all'Accademia delle Scienze di Torino e pubblicata il 22 Aprile, l'8 dicembre di quell'anno Nikola Tesla pubblicherà un suo progetto per un motore a corrente alternata, questo si trasformerà in un caso giudiziario in cui Tesla fu accusato di frode.
Galileo Ferraris ebbe rapporti con Elihu Thomson ed ingegneri della Westinghouse e li invitò ad investigare il sistema della corrente polifase, in seguito un suo studente, Guido Pantaleoni, andò a lavorare alla Westinghouse e fece da tramite per importare licenze sui brevetti europei.
La Westinghouse Electric, alla fine acquistò i brevetti di Tesla e lo portarono alla realizzazione dei motori elettrici su scala industriale e alla nascita di un importante settore industriale.
Nel 1889 fonda presso il Regio museo industriale italiano una Scuola di elettrotecnica, la prima scuola di questo genere in Italia che successivamente sarà incorporata nel Politecnico di Torino. In questa scuola insegna fino alla sua morte. Nel 1896 Galileo Ferraris fonda l'Associazione elettrotecnica italiana e ne diventa il primo presidente nazionale. Nello stesso anno viene nominato senatore del Regno ma, tre mesi dopo, alle 17,15 muore di polmonite a 49 anni. È sepolto nel cimitero monumentale di Torino (prima ampliazione arcata 166).
Nel 1891 Ferraris verrà riconosciuto come "il padre della corrente trifase" da tutti i partecipanti alla cena del congresso dell'Esposizione Elettrotecnica di Francoforte.

## L'archivio
L'archivio privato di Galileo Ferraris è sempre stato conservato dagli eredi, la famiglia Botto-Buzzi, in particolare dalla nipote Luigia Botto, figlia di Teresa, sorella di Galileo, e moglie di Tullio Buzzi, direttore della Regia scuola di tessitura e tintoria di Prato. La famiglia Buzzi-Ferraris (i figli di Teresa e Tullio al cognome Buzzi aggiunsero Ferraris) si trasferì a Milano e questo spiega perché una parte delle carte è attualmente conservata presso il Politecnico di Milano; una seconda parte si trova a Livorno Ferraris nel Museo Ferraris (già Museo-Sacrario Ferraris).
Grazie a una donazione nel 2004 la Biblioteca del Museo Galileo ha acquisito una raccolta di documenti recuperati sul mercato antiquario: un ampio carteggio essenzialmente di carattere familiare, numerosi atti amministrativi e giudiziari della famiglia Ferraris, scritti e appunti di Galileo e dei suoi familiari e compiti degli allievi della Scuola di applicazione per gli ingegneri di Torino. Col materiale d'archivio il Museo Galileo ha acquisito anche circa duecento pubblicazioni.

## Riconoscimenti

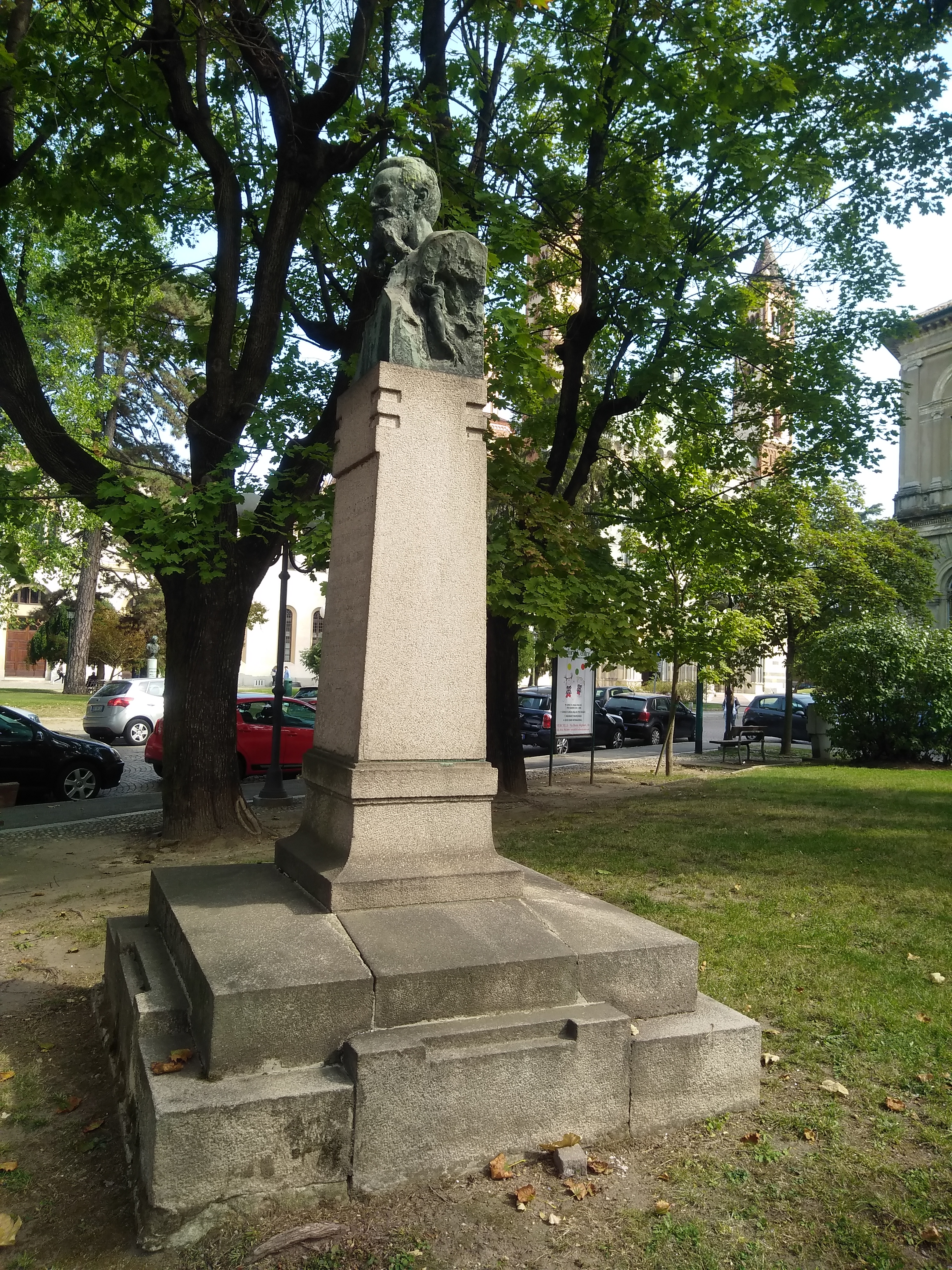
Monumento a G. Ferraris in Vercelli

Nel 1925 la sua città natale, in suo onore, ha cambiato il nome da Livorno Piemonte a Livorno Ferraris; nella piazza principale c'è una statua bronzea dedicata. Nella cittadina esiste anche un interessante Museo Ferraris.
La città di Torino gli ha dedicato una delle sue strade principali, il lungo corso Galileo Ferraris, e un monumento tra Corso Montevecchio e Corso Trieste; inoltre porta il suo nome il primo liceo scientifico istituito dalla città, nel 1923.
Nella città metropolitana di Torino inoltre porta il suo nome un istituto d'istruzione superiore del comune di Settimo Torinese. A Padova, esiste un istituto paritario che porta il suo nome. 

## Opere

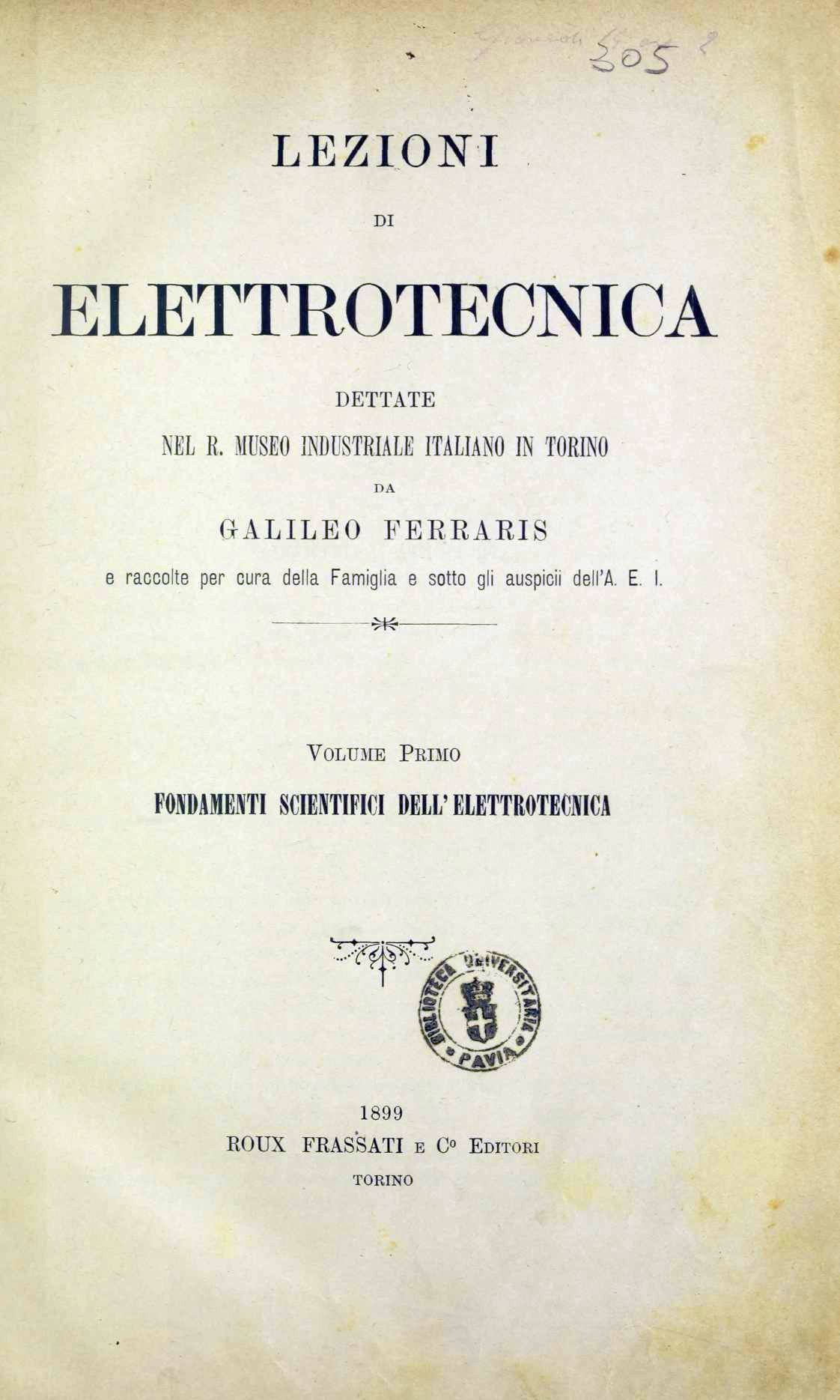
Fondamenti scientifici dell'elettrotecnica, 1899

- Proprieta cardinali degli strumenti diottrici, Torino, Loescher, 1877.
- Sulle applicazioni industriali della corrente elettrica, Roma, eredi Botta, 1882.
- Rotazioni elettrodinamiche prodotte per mezzo di correnti alternate, Torino, Accademia delle Scienze, 1888.
- Fondamenti scientifici dell'elettrotecnica, Torino, Roux Frassati & C., 1899.
- Opere di G. Ferraris, 3 volumi, a cura dell'Associazione elettrotecnica italiana, Milano 1902-1904
- [Opere], vol. 1, Milano, Hoepli, 1902.
- [Opere], vol. 2, Milano, Hoepli, 1903.
- [Opere], vol. 3, Milano, Hoepli, 1904.
- Lezioni di Elettrotecnica, appunti raccolti dall'Ing. Errera L., Torino, 1889-1890.